# Kida Minoru
Kida Minoru (japanisch きだ みのる, eigentlich Yamada Yoshihiko; geboren 11. Januar 1895 in Naze (Präfektur Kagoshima); gestorben 25. Juli 1975) war ein japanischer Schriftsteller.

## Leben und Wirken
Kida Minoru wurde auf der Insel Amami-Ōshima geboren. Als junger Mann lief er von zu Hause weg und reiste viel. Er erhielt ersten Französischunterricht vom Gründer von Athénée Français in Tokio, Joseph Cott, und wurde später selbst Französischlehrer an der Schule. Nach seinem Abschluss an der „Kaisei Junior High School“ (開成中学校) brach er das Studium an der Keiō-Universität ab und ging nach Paris. Dort studierte er Soziologie und Anthropologie bei dem Kulturanthropologen Marcel Mauss an der Sorbonne.
1943 erschien der „Reisebericht Marokko“ (モロッコ紀行), den er noch unter seinem wirklichen Namen „Yamada Yoshihiko“ verfasste, während er nach 1945 nur noch unter seinem Pseudonym schrieb. Der Roman „Kichigai buraku shūyū kikō“ (気違い部落周游紀行) – „Reisebericht über einen Besuch über die verrückte Umgebung einer Buraku-Ansiedlung“ (1946) erforscht die japanische Kultur mit ökologisch-historischen Methoden, wobei er ein abgeschlossenes Dorf außerhalb von Hachiōji, Tokio, als Vorlage verwendete. Dafür erhielt er 1948 den Mainichi-Kulturpreis. Damit und mit dem Essay „Nipponbunka no kontei ni hisomu mono“ (日本文化の根底に潜むもの) – „Dinge, die unter den Wurzeln der japanischen Kultur verborgen sind“ 1956 wurde er als Schriftsteller bekannt.
Neben autobiografischen Werken „Dōtoku o inamu mono“ (道徳を否む者) – „Jemand, der Moral ablehnt“ (1955) und „Tandoku seikatsu-sha no shuki“ (単独生活者の手記) – „Notizen zum Leben eines Single“ verfasste er, nachdem er nach Ōfunato, einer Hafenstadt im Norden Japans, umgezogen war, die Fischerdorf-Version von „Kichigai buraku“ (気違い部落) – „Ein verrücktes Buraku“, eine Serie, die auch verfilmt wurde, und „Nagisa to shio“ (渚と潮) – „Gestade und Gezeiten“ 1961.
Kida ist auch bekannt als Übersetzer aus dem Französischen. So übersetzte er „Fabre’s Book of Insects“ und Schriften des Ethnologen Lucien Lévy-Bruhl.